# Ai Xia
Ai Xia (xinès simplificat i tradicional: 艾霞; Tianjin, Xina, 29 de novembre de 1912 – Shanghai, Xina, 15 de febrer de 1934) va ser una actriu de cinema mut i guionista xinesa. Es va suïcidar el 1934, sent la primera actriu de cinema xinesa en fer-ho. El seu suïcidi va inspirar la pel·lícula clàssica del director Cai Chusheng, Noves dones, protagonitzada per Ruan Lingyu, qui també es va suïcidar poc després de l'estrena de la pel·lícula.

## Biografia
Nascuda com Yan Yinan (严以南) el 29 de novembre de 1912 en una família de classe mitjana de Tianjin, va fer estudis universitaris. Després de la seua graduació, es va enamorar del seu cosí, amb qui tingué un fill. La seua família va rebutjar completament la relació, provocant que l'amant l'abandonara. El 1928, va tindre un matrimoni arreglat però, com a protesta personal, va abandonar la seua llar i es va dirigir a Xangai amb l'objectiu de realitzar una carrera al cinema.
Ai Xia va començar a actuar amb la Societat de Teatre de la Xina del sud (Nanguo jushe), fundada per Tian Han, abans d'unir-se a la Lliga de Dramaturgs Esquerrans. Allà va entrar en contacte amb la Mingxing el 1932 i va escriure un llibre Xiandai yi Nüxing el 1933, que tractava el tema de l'ascens i caiguda d'una xica moderna, o Putao, qui ha de bregar amb els problemes de pertànyer a una classe humil així com amb l'assetjament sexual pel fet de ser dona.
El llibre va ser adaptat a la pantalla gran aquell mateix any. Tot i la intriga al voltant de la història, la pel·lícula no va ser ben rebuda pels crítics a causa del seu enfocament entorn de la revolució. Els escrits d'Ai freqüentment tenien una càrrega política i ella argumentava que el cinema es desenvolupava al voltant de canvis socials pel que «una actriu del seu temps hauria de no només produir expressions de felicitat, ira, tristesa i aquesta; però més important, ella hauria d'intentar reconèixer els varis aspectes de la societat a través de la praxi».
Ai Xia va ser una de les úniques dos dones guionistes durant el moviment esquerrà al cinema de la Xina. La seua dedicació al guió, així com a l'escriptura de comentaris i assajos li van guanyar el sobrenom de l'estrela escriptora (Zuojia mingxing).

## Mort i llegat

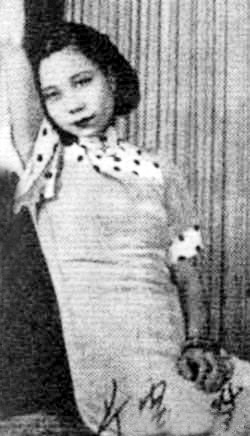
Ai Xia

Ai es va suïcidar en 1934 consumint una alta dosi d'opi cru. Sent la primera actriu en la República de la Xina en fer-ho, la seua mort és considerada com a icònica en la història del cinema xinés.
La pel·lícula Noves dones està basada en la seua vida i va ser protagonitzada per l'actriu Ruan Lingyu, qui també es va suïcidar poc després de l'estrena de la pel·lícula en 1935. S'ha especulat que el director Cai Chusheng va poder haver tingut una relació amorosa amb Ai Xia i per això, va realitzar la pel·lícula per raons personals.
El taiwanès Zhou Huiling ha estudiat els suïcidis d'Ai Xia i de Ruan Lingyu i ha considerat que la manera de morir d'Ai fou una mostra de la protesta de les noies xineses contra el corrent principal de la llavors cultura esquerrana dels anys 30. A la Xina el suïcidi de dones no era un fenomen rar, ja que les dones es trobaven atrapades entre les antigues tradicions confucianes i les noves expectatives i esperances. Ai Xia representava la intel·lectual que cercava la modernitat, no en termes de la moda occidental sinó amb el desig d'una emancipació davant l'home. Ai Xia era una dona que tenia similituds amb el model que tracta l'anomenat “noraisme” (de la Nora d'Ibsen).
El seu suïcidi és discutit llargament en la pel·lícula de 1992 Centre Stage, en les quals es mostra al director Cai Chusheng com devastat per la seua mort i decidit a filmar la pel·lícula Noves dones com un acte de protesta contra la premsa que considera responsable per la mort de Ai.

## Filmografia
- Adventures in a Battlefield (1922)
- Jiu hen xin chou (1922)
- Chuncan (1933)
- Good Harvest (1933)
- Sons and Daughters of the Times (1933)
- A Woman of Today (1933)
- Two Verses One (1933)
- Cosmetics of Market (1933)